# Кэри, Люшиус, 14-й виконт Фолкленд
Люшиус Генри Чарльз Плантагенет Кэри, 14-й виконт Фолкленд (англ. Lucius Henry Charles Plantagenet Cary, 14th Viscount Falkland; 25 января 1905 — 16 марта 1984) — шотландский пэр. Он носил титул учтивости — мастер Фолкленд с 1922 по 1961 год.

## Биография
Родился 25 января 1905 года. Старший сын Люшиуса Кэри, 13-го виконта Фолкленда (1880—1961), и его жены Эллы Луизы Кэтфорд (? — 1954), дочери Эдварда Уолтера Кэтфорда. Он получил образование в Итонском колледже (Виндзор, графство Беркшир).
В феврале 1941 года он бы назначен на должность пилота-офицера с испытательным сроком в Отделении административных и специальных обязанностей Королевских военно-воздушных сил, затем принимал участие во Второй мировой войне.
24 июля 1961 года после смерти своего отца Люшиус Кэри унаследовал титулы 14-го виконта Фолкленда из Фолкленда в графстве Файф (Пэрство Шотландии) и 14-го лорда Кэри (Пэрство Шотландии).
В 1979 году его арестовали за сексуальное насилие над несовершеннолетними девочками. Он признал себя виновным по всем пунктам обвинения и получил шесть месяцев условно и штраф в размере 1140 фунтов стерлингов.

## Личная жизнь
Лорд Фолкленд был трижды женат. 14 октября 1926 года он женился первым браком на Джоан Сильвии Саути, дочери капитана Чарльза Бонэма Саути. Супруги развелись в 1933 году. Дети от первого брака:
- Достопочтенная Элизабет-Энн Бевил Кэри (20 августа 1927 — 12 октября 2014)[1], в 1945 году она вышла замуж за сэра Уильяма Нельсона, 3-го баронета (1914—1991), от брака с которым у неё было шестеро детей
- Достопочтенная Джин Розмари Вера Кэри (29 октября 1928 — 5 июня 2019)[1], в 1950 году она вышла замуж за капитана Генри Германа Эвелина Монтегю Уинча (1905—1987)

9 августа 1933 года Люшиус Кэри во второй раз женился на Констанс Мэри Бэри (? — 1995), дочери капитана Эдварда Берри. Супруги развелись в 1958 году. Дети от второго брака:
- Люшиус Эдвадр Уильям Плантагенет Кэри, 15-й виконт Фолкленд (род. 8 мая 1935).

Он женился снова 24 апреля 1958 года на Шарлотте Энн Грэнвилл (род. 29 декабря 1931), дочери Бевиля Грэнвилла и Сильвии Мэри Уэзерби. Третий брак был бездетным и также закончился разводом в 1974 году.
Виконт Фолкленд скончался 16 марта 1984 года в возрасте 79 лет. Ему наследовал его единственный сын Люшиус Кэри, 15-й виконт Фолкленд.